# Sommer-Paralympics 2020/Teilnehmer (Deutschland)
| stlisierte Goldmedaille | stlisierte Silbermedaille | stlisierte Bronzemedaille |
| ----------------------- | ------------------------- | ------------------------- |
| 13                      | 12                        | 18                        |

Deutschland nominierte für die Paralympischen Spiele 2020 in Tokio, die vom 24. August bis 5. September 2021 stattfanden, eine aus 134 Sportlern bestehende Mannschaft.
Zum aus 58 Frauen und 76 Männern bestehenden Aufgebot kamen zwei Guides in der Leichtathletik sowie ein Pilot im Radsport hinzu. Begleitet wurden die Athleten von weiteren 119 Personen, darunter Trainer, Ärzte und Betreuer. Die deutsche Mannschaft war in 18 der 22 Sportarten vertreten, darunter erstmals auch im Boccia. Insgesamt 43 Athleten feierten paralympische Premiere, die meisten Debütanten gingen im Schwimmen an den Start: Für acht von elf deutschen Schwimmern waren es die ersten Spiele. Jüngste Teilnehmerin des Team Deutschland Paralympics war Leichtathletin Lise Petersen mit 16 Jahren, die älteste war Dressursportlerin Heidemarie Dresing mit 66 Jahren. Erfahrenste Athletin war Speerwerferin Martina Willing, die 1992 in Barcelona ihre Paralympics-Premiere hatte und in Tokio an ihren achten Spielen teilnahm. Für Radsportler Michael Teuber war es die sechste Teilnahme.

## Teilnehmer nach Sportart

### Badminton
| Frauen                             |                |                            |                           |   |   |               |                    |               |               |               |               |   |
| Valeska Knoblauch                  | Einzel WH1     | E. Rongen                  | 2:0 (21:7, 21:8)          | 1 | 2 | Zhang J.      | 0:2 (16:21, 18:21) | ausgeschieden | ausgeschieden | ausgeschieden | ausgeschieden | 5 |
| Valeska Knoblauch                  | Einzel WH1     | K. Suter-Erath             | 0:2 (18:21, 15:21)        | 1 | 2 | Zhang J.      | 0:2 (16:21, 18:21) | ausgeschieden | ausgeschieden | ausgeschieden | ausgeschieden | 5 |
| Elke Rongen                        | Einzel WH1     | V. Knoblauch               | 0:2 (7:21, 8:21)          | 0 | 3 | ausgeschieden | ausgeschieden      | ausgeschieden | ausgeschieden | ausgeschieden | ausgeschieden | 7 |
| Elke Rongen                        | Einzel WH1     | K. Suter-Erath             | 0:2 (6:21, 7:21)          | 0 | 3 | ausgeschieden | ausgeschieden      | ausgeschieden | ausgeschieden | ausgeschieden | ausgeschieden | 7 |
| Katrin Seibert                     | Einzel SL4     | P. Parmar                  | 2:1 (23:21, 19:21, 21:15) | 1 | 2 | ausgeschieden | ausgeschieden      | ausgeschieden | ausgeschieden | ausgeschieden | ausgeschieden | 5 |
| Katrin Seibert                     | Einzel SL4     | Cheng H.                   | 0:2 (5:21, 11:21)         | 1 | 2 | ausgeschieden | ausgeschieden      | ausgeschieden | ausgeschieden | ausgeschieden | ausgeschieden | 5 |
| Valeska Knoblauch Elke Rongen      | Doppel WH1-WH2 | Liu Y. / Yin M.            | 0:2 (3:21, 8:21)          | 0 | 3 | ausgeschieden | ausgeschieden      | ausgeschieden | ausgeschieden | ausgeschieden | ausgeschieden | 5 |
| Valeska Knoblauch Elke Rongen      | Doppel WH1-WH2 | C. Mathez / K. Suter-Erath | 0:2 (11:21, 11:21)        | 0 | 3 | ausgeschieden | ausgeschieden      | ausgeschieden | ausgeschieden | ausgeschieden | ausgeschieden | 5 |
| Männer                             |                |                            |                           |   |   |               |                    |               |               |               |               |   |
| Thomas Wandschneider               | Einzel WH1     | J. Homhual                 | 1:2 (19:21, 21:17, 17:21) | 0 | 3 | ausgeschieden | ausgeschieden      | ausgeschieden | ausgeschieden | ausgeschieden | ausgeschieden | 7 |
| Thomas Wandschneider               | Einzel WH1     | Lee D.-s.                  | 1:2 (21:17, 19:21, 17:21) | 0 | 3 | ausgeschieden | ausgeschieden      | ausgeschieden | ausgeschieden | ausgeschieden | ausgeschieden | 7 |
| Young-Chin Mi                      | Einzel WH1     | H. Murayama                | 0:2 (8:21, 7:21)          | 0 | 3 | ausgeschieden | ausgeschieden      | ausgeschieden | ausgeschieden | ausgeschieden | ausgeschieden | 7 |
| Young-Chin Mi                      | Einzel WH1     | Lee S.-s.                  | 0:2 (18:21, 13:21)        | 0 | 3 | ausgeschieden | ausgeschieden      | ausgeschieden | ausgeschieden | ausgeschieden | ausgeschieden | 7 |
| Jan-Niklas Pott                    | Einzel SL4     | S. Yathiraj                | 0:2 (9:21, 3:21)          | 1 | 3 | ausgeschieden | ausgeschieden      | ausgeschieden | ausgeschieden | ausgeschieden | ausgeschieden | 5 |
| Jan-Niklas Pott                    | Einzel SL4     | L. Mazur                   | 0:2 (3:21, 7:21)          | 1 | 3 | ausgeschieden | ausgeschieden      | ausgeschieden | ausgeschieden | ausgeschieden | ausgeschieden | 5 |
| Jan-Niklas Pott                    | Einzel SL4     | S. Hary                    | 2:0 (21:15, 23:21)        | 1 | 3 | ausgeschieden | ausgeschieden      | ausgeschieden | ausgeschieden | ausgeschieden | ausgeschieden | 5 |
| Thomas Wandschneider Young-Chin Mi | Doppel WH1-WH2 | Mai J. / Qu Z.             | 0:2 (10:21, 8:21)         | 0 | 3 | ausgeschieden | ausgeschieden      | ausgeschieden | ausgeschieden | ausgeschieden | ausgeschieden | 5 |
| Thomas Wandschneider Young-Chin Mi | Doppel WH1-WH2 | D. Kajiwara / H. Murayama  | 0:2 (12:21, 9:21)         | 0 | 3 | ausgeschieden | ausgeschieden      | ausgeschieden | ausgeschieden | ausgeschieden | ausgeschieden | 5 |

### Boccia
Beim Boccia in Tokio war Deutschland erstmals mit einem Athleten vertreten.
| Mixed         |            |            |     |   |   |               |               |               |               |               |               |    |
| Boris Nicolai | Einzel BC4 | M. Balcová | 1:6 | 1 | 2 | ausgeschieden | ausgeschieden | ausgeschieden | ausgeschieden | ausgeschieden | ausgeschieden | 12 |
| Boris Nicolai | Einzel BC4 | L. Chica   | 7:1 | 1 | 2 | ausgeschieden | ausgeschieden | ausgeschieden | ausgeschieden | ausgeschieden | ausgeschieden | 12 |
| Boris Nicolai | Einzel BC4 | D. Cely    | 3:5 | 1 | 2 | ausgeschieden | ausgeschieden | ausgeschieden | ausgeschieden | ausgeschieden | ausgeschieden | 12 |

### Bogenschießen
| Athleten         | Wettbewerb     | Qualifikation | Qualifikation | 1. Runde   | 1. Runde | Achtelfinale | Achtelfinale | Viertelfinale | Viertelfinale | Halbfinale    | Halbfinale    | Finale        | Finale        | Rang |
| Athleten         | Wettbewerb     | Ringe         | Rang          | Gegner     | Ergebnis | Gegner       | Ergebnis     | Gegner        | Ergebnis      | Gegner        | Ergebnis      | Gegner        | Ergebnis      | Rang |
| ---------------- | -------------- | ------------- | ------------- | ---------- | -------- | ------------ | ------------ | ------------- | ------------- | ------------- | ------------- | ------------- | ------------- | ---- |
| Männer           |                |               |               |            |          |              |              |               |               |               |               |               |               |      |
| Maik Szarszewski | Recurve Einzel | 569           | 29            | H. Netsiri | 6:2      | D. Fabčič    | 6:0          | H. Singh      | 2:6           | ausgeschieden | ausgeschieden | ausgeschieden | ausgeschieden | 7    |

### Dressursport
| Athleten                                                                                             | Wettbewerb(e)             | Punkte/Prozent | Rang   |
| --- | ------------------------- | -------------- | ------ |
| Heidemarie Dresing La Boum 20                                                                        | Individual Test-Grade II  | 72,294 %       | 4      |
| Heidemarie Dresing La Boum 20                                                                        | Kür Grade II              | 74,867 %       | 4      |
| Steffen Zeibig Feel Good 4                                                                           | Individual Test-Grade III | 69,323 %       | 13     |
| Saskia Deutz Soyala                                                                                  | Individual Test-Grade IV  | 70,975 %       | 6      |
| Saskia Deutz Soyala                                                                                  | Kür Grade IV              | 73,485 %       | 6      |
| Regine Mispelkamp Highlanders Delight’s                                                              | Individual Test-Grade V   | 73,191 %       | 4      |
| Regine Mispelkamp Highlanders Delight’s                                                              | Kür Grade V               | 76,820 %       | Bronze |
| Heidemarie Dresing mit La Boum 20 Regine Mispelkamp mit Highlander's Delight Saskia Deutz mit Soyala | Mannschaft                | 215,036 %      | 7      |

### Goalball
Bei den Goalball-Wettbewerben trat Deutschland mit einer Männer-Mannschaft an. Das favorisierte Team schied nach der Gruppenphase aus.
| Athleten     | Michael Dennis, Fabian Diehm, Oliver Hörauf, Felix Rogge, Thomas Steiger und Reno Tiede |
| Trainer      | Johannes Günther                                                                        |
| Gruppenphase | Türkei (6:4) Ukraine (5:11) Belgien (2:0) China (3:8)                                   |
| Platzierung  | 9. Platz                                                                                |

### Judo
| Athleten        | Wettbewerb        | 1. Runde           | 1. Runde | 1. Hoffnungsrunde | 1. Hoffnungsrunde | Viertelfinale       | Viertelfinale | 2. Hoffnungsrunde | 2. Hoffnungsrunde | Halbfinale      | Halbfinale    | Kampf um Gold/Bronze   | Kampf um Gold/Bronze | Rang |
| Athleten        | Wettbewerb        | Gegner             | Ergebnis | Gegner            | Ergebnis          | Gegner              | Ergebnis      | Gegner            | Ergebnis          | Gegner          | Ergebnis      | Gegner                 | Ergebnis             | Rang |
| --------------- | ----------------- | ------------------ | -------- | ----------------- | ----------------- | ------------------- | ------------- | ----------------- | ----------------- | --------------- | ------------- | ---------------------- | -------------------- | ---- |
| Frauen          |                   |                    |          |                   |                   |                     |               |                   |                   |                 |               |                        |                      |      |
| Carmen Brussig  | Klasse bis 48 kg  | Wiktoriia Potapowa | 0s2:1s1  | Ecem Taşın        | 1s2:11s2          | ausgeschieden       | ausgeschieden | ausgeschieden     | ausgeschieden     | ausgeschieden   | ausgeschieden | ausgeschieden          | ausgeschieden        | 15   |
| Ramona Brussig  | Klasse bis 52 kg  | –                  | –        | –                 | –                 | Karla Cardoso       | 10:0s1        | –                 | –                 | Priscilla Gagné | 0:11          | Nataliya Nikolaychyk   | 0:11                 | 5    |
| Männer          |                   |                    |          |                   |                   |                     |               |                   |                   |                 |               |                        |                      |      |
| Nikolai Kornhaß | Klasse bis 73 kg  | –                  | –        | –                 | –                 | Temirzhan Daulet    | 1:10          | Rufat Mahomedow   | 0:1s1             | ausgeschieden   | ausgeschieden | ausgeschieden          | ausgeschieden        | 7    |
| Oliver Upmann   | Klasse bis 100 kg | –                  | –        | –                 | –                 | Yoshikazu Matsumoto | 10:0          | –                 | –                 | Chris Skelley   | 0:11          | Anatolii Schewtschenko | 0:11                 | 4    |

### Kanu
| Athleten                | Wettbewerb       | Vorlauf      | Vorlauf | Halbfinale   | Halbfinale | A-/B-Finale  | A-/B-Finale | Rang |
| Athleten                | Wettbewerb       | Zeit         | Rang    | Zeit         | Rang       | Zeit         | Rang        | Rang |
| ----------------------- | ---------------- | ------------ | ------- | ------------ | ---------- | ------------ | ----------- | ---- |
| Frauen                  |                  |              |         |              |            |              |             |      |
| Edina Müller            | KL1 200 m Sprint | 56,391 s     | 1       | —            | —          | 56,391 s     | 1           |      |
| Anja Adler              | KL2 200 m Sprint | 55,693 s     | 2       | 54,338 s     | 1          | 54,155 s     | 4           | 4    |
| Felicia Laberer         | KL3 200 m Sprint | 53,0222 s    | 3       | 51,049 s     | 1          | 51,868 s     | 3           |      |
| Katharina Bauernschmidt | VL2 200 m Sprint | 1:05,324 min | 3       | 1:02,601 min | 2          | 1:04,023 min | 6           | 6    |
| Männer                  |                  |              |         |              |            |              |             |      |
| Ivo Kilian              | KL2 200 m Sprint | 50,389 s     | 6       | 48,247 s     | 6          | 49,306 s     | 5           | 13   |
| Tom Kierey              | KL3 200 m Sprint | 42,098 s     | 3       | 41,647 s     | 3          | 42,155 s     | 6           | 6    |

### Leichtathletik
Die Paraleichtathleten stellen die größte Gruppe in der Paralympischen Mannschaft dar. Der Deutsche Behindertensportverband nominierte 29 Athletinnen und Athleten inkl. zweier Begleitläufer, die an 167 Wettbewerben (73 bei den Frauen, 93 bei den Männern und der Universalstaffel) teilnahmen und 3 Gold-, 5 Silber- und 6 Bronzemedaillen errangen.

#### Frauen
| Athleten                                                    | Klassifizierung | Wettbewerb(e)         | Zeit/Weite                          | Rang |
| ----------------------------------------------------------- | --------------- | --------------------- | ----------------------------------- | ---- |
| Lindy Ave                                                   | T38             | 100 m                 | 12,77 s                             |      |
| Lindy Ave                                                   | T38             | 400 m                 | 1:00,00 min                         |      |
| Irmgard Bensusan                                            | T44             | 100 m                 | 12,89 m PR                          |      |
| Irmgard Bensusan                                            | T44             | 200 m                 | 26,58 s                             |      |
| Marie Brämer-Skowronek                                      | F34             | Kugelstoßen           | 7,73 m                              | 4    |
| Janne Sophie Engeleiter                                     | T13             | 100 m                 | 12,42 s PB                          | 9    |
| Isabelle Foerder                                            | T35             | 100 m                 | 15,32 s                             | 4    |
| Isabelle Foerder                                            | T35             | 200 m                 | 33,05 s                             | 7    |
| Frances Herrmann                                            | F34             | Speerwurf             | 17,72 m SB                          |      |
| Merle Menje                                                 | T54             | Rennrollstuhl: 400 m  | 56,69 s                             | 8    |
| Merle Menje                                                 | T54             | Rennrollstuhl: 800 m  | 1:46,43 min                         | 4    |
| Merle Menje                                                 | T54             | Rennrollstuhl: 1500 m | 3:28,64 min                         | 4    |
| Merle Menje                                                 | T54             | Rennrollstuhl: 5000 m | 11:16,38 min PB                     | 6    |
| Juliane Mogge                                               | F36             | Kugelstoßen           | 8,49 m SB                           | 4    |
| Nele Moos                                                   | T38             | 100 m                 | 13,58 s PB                          | 10   |
| Nele Moos                                                   | T38             | 400 m                 | 1:03,07 min                         | 9    |
| Katrin Müller-Rottgardt Begleitläufer: Noël-Philippe Fiener | T12             | 100 m                 | DNS 1)                              | –    |
| Katrin Müller-Rottgardt Begleitläufer: Noël-Philippe Fiener | T12             | 400 m                 | DSQ (WPA 17.8 – Fehlstart) 2)       | –    |
| Nicole Nicoleitzik                                          | T36             | 100 m                 | 14,95 s                             | 6    |
| Nicole Nicoleitzik                                          | T36             | 200 m                 | DSQ (WPA 18.5a – Spurverletzung) 3) | –    |
| Lise Petersen                                               | F46             | Speerwurf             | 32,46 m                             | 7    |
| Maria Tietze                                                | T64             | 100 m                 | 13,71 s SB                          | 12   |
| Maria Tietze                                                | T64             | 200 m                 | 28,22 s                             | 7    |
| Martina Willing                                             | F56             | Speerwurf             | 19,78 m                             | 5    |

#### Männer
| Athleten                                         | Klassifizierung | Wettbewerb(e)         | Zeit/Weite                                         | Rang |
| ------------------------------------------------ | --------------- | --------------------- | -------------------------------------------------- | ---- |
| Alhassane Baldé                                  | T54             | Rennrollstuhl: 800 m  | 1:41,10 min                                        | 4    |
| Alhassane Baldé                                  | T54             | Rennrollstuhl: 1500 m | 2:58,92 min                                        | 10   |
| Alhassane Baldé                                  | T54             | Rennrollstuhl: 5000 m | DNF 4)                                             | –    |
| David Behre                                      | T62             | 100 m                 | 12,10 s                                            | 15   |
| Marcel Böttger Begleitläufer: Alexander Kosenkow | T12             | 100 m                 | DSQ (WPA 7.9.3 – Verlust des Verbindungsbandes) 5) | –    |
| Marcel Böttger Begleitläufer: Alexander Kosenkow | T12             | Weitsprung            | 5,61 m                                             | 10   |
| Sebastian Dietz                                  | F36             | Kugelstoßen           | 14,81 m SB                                         |      |
| Yannis Fischer                                   | F40             | Kugelstoßen           | 10,16 m                                            | 6    |
| Johannes Floors                                  | T62             | 100 m                 | 10,79 s PR                                         |      |
| Niko Kappel                                      | F41             | Kugelstoßen           | 13,30 m                                            |      |
| Ali Lacin                                        | T61             | 200 m                 | 24,64 s SB                                         |      |
| Ali Lacin                                        | T61             | Weitsprung            | 6,70 m AR                                          | 5    |
| Markus Rehm                                      | T64             | Weitsprung            | 8,18 m                                             |      |
| Léon Schäfer                                     | T63             | 100 m                 | 12,22 s PB                                         |      |
| Léon Schäfer                                     | T63             | Weitsprung            | 7,12 m PR                                          |      |
| Daniel Scheil                                    | F33             | Kugelstoßen           | 9,86 m                                             | 5    |
| Mathias Schulze                                  | F46             | Kugelstoßen           | 15,60 m PB                                         | 5    |
| Felix Streng                                     | T64             | 100 m                 | 10,76 s                                            |      |
| Felix Streng                                     | T64             | 200 m                 | 21,78 s SB                                         |      |

#### Universalstaffel
Die noch 2016 in Rio de Janeiro ausgetragene 4 ×100 m-Prothesenstaffel wurde durch die Universalstaffel ersetzt, die aus zwei Männern und zwei Frauen mit vier unterschiedlichen Beeinträchtigungen besteht.
| Athleten | Wettbewerb | Zeit    | Rang |
| --- | ---------- | ------- | ---- |
| Marcel Böttger (T12) mit Begleitläufer Alexander Kosenkow, David Behre (T62), Lindy Ave (T38), Merle Menje (T54) | 4 × 100 m  | 48,21 s | 5    |

### Radsport

#### Straße

##### Frauen
| Athletinnen           | Klassifizierung | Wettbewerb(e) | Zeit     | Rang |
| --------------------- | --------------- | ------------- | -------- | ---- |
| Kerstin Brachtendorf  | C4–5            | Straßenrennen | 2:24:16  | 5    |
| Kerstin Brachtendorf  | C4–5            | Zeitfahren    | 38:34,49 |      |
| Angelika Dreock-Käser | T1–2            | Straßenrennen | 1:03:40  |      |
| Angelika Dreock-Käser | T1–2            | Zeitfahren    | 36:53,88 |      |
| Andrea Eskau          | H5              | Straßenrennen | 2:47:25  | 4    |
| Andrea Eskau          | H5              | Zeitfahren    | 50:10,19 | 5    |
| Jana Majunke          | T1–2            | Straßenrennen | 1:00:58  |      |
| Jana Majunke          | T1–2            | Zeitfahren    | 36:06,17 |      |
| Denise Schindler      | C1–3            | Straßenrennen | 1:15:38  | 5    |
| Denise Schindler      | C1–3            | Zeitfahren    | 28:44,33 | 9    |
| Annika Zeyen          | H1–4            | Straßenrennen | 56:21    |      |
| Annika Zeyen          | H1–4            | Zeitfahren    | 32:46,97 |      |

##### Männer
| Athleten           | Klassifizierung | Wettbewerb(e)    | Zeit     | Rang |
| ------------------ | --------------- | ---------------- | -------- | ---- |
| Bernd Jeffré       | H4              | Straßenrennen    | DNF      |      |
| Bernd Jeffré       | H4              | Zeitfahren       | 43:53,61 | 8    |
| Vico Merklein      | H3              | Straßenrennen    | DNF      |      |
| Vico Merklein      | H3              | Zeitfahren       | 43:41,06 |      |
| Matthias Schindler | C1–3            | Straßenrennen    | 2:17:02  | 13   |
| Matthias Schindler | C1–3            | StraßeZeitfahren | 36:17,95 |      |
| Pierre Senska      | C1–3            | Straßenrennen    | 2:29:26  | 29   |
| Pierre Senska      | C1–3            | Zeitfahren       | 26:25,41 | 4    |
| Michael Teuber     | C1–3            | Straßenrennen    | 2:26:53  | 24   |
| Michael Teuber     | C1–3            | Zeitfahren       | 24:58,67 |      |
| Steffen Warias     | C1–3            | Straßenrennen    | 2:11:06  | 7    |
| Steffen Warias     | C1–3            | Zeitfahren       | 35:57,41 |      |

##### Mixed-Staffel
| Athleten                                | Klassifizierung | Wettbewerb(e) | Zeit  | Rang |
| --------------------------------------- | --------------- | ------------- | ----- | ---- |
| Bernd Jeffré Vico Merklein Annika Zeyen | H1–5            | Straßenrennen | 53:55 | 4    |

#### Bahn

##### Frauen
| Athleten         | Klassifizierung | Wettbewerb(e)   | Zeit     | Rang |
| ---------------- | --------------- | --------------- | -------- | ---- |
| Denise Schindler | C1–3            | Einerverfolgung | 3:57,625 |      |

##### Männer
| Athleten                    | Klassifizierung | Wettbewerb(e)   | Zeit     | Rang |
| --------------------------- | --------------- | --------------- | -------- | ---- |
| Kai Kruse/Robert Förstemann | B               | Einerverfolgung | DNF      |      |
| Kai Kruse/Robert Förstemann | B               | Zeitfahren      | 1:00,554 | 4    |
| Pierre Senska               | C1              | Einerverfolgung | 3:50,016 | 6    |
| Michael Teuber              | C1              | Einerverfolgung | 3:59,521 | 8    |

### Rollstuhlbasketball
| Wettbewerb                  | Frauen | Männer |
| --------------------------- | --- | --- |
| Athleten                    | Catharina Weiß Mareike Miller Annabel Breuer Maya Lindholm Johanna Welin Laura Fürst Barbara Groß Anne Patzwald Katharina Lang Svenja Mayer Lisa Bergenthal Lena Knippelmeyer | Jan Sadler Andre Bienek Thomas Böhme Jan Haller Nico Dreimüller Alexandr Halouski Christopher Huber Matthias Güntner Joseph Bestwick Tobias Hell Phillip Schorp Jens Eicke Albrecht |
| Trainer                     | Dennis Nohl | Nicolai Zeltinger |
| Gruppenphase                | Australien (77:58) Vereinigtes Königreich (53:35) Kanada (59:57) | Vereinigte Staaten (55:58) Großbritannien (71:59) Australien (53:64) Algerien (71:50) Iran (56:53)                                                                                  |
| Viertelfinale               | Spanien (57:33) | Spanien (68:71) |
| Halbfinale/Spiel um Platz 7 | Niederlande (42:52) | Kanada (68:56) |
| Spiel um Platz 3            | Vereinigte Staaten (51:64) | ausgeschieden |
| Rang                        | 4. | 7. |

### Rollstuhlfechten
| Athleten        | Wettbewerb       | Gruppenphase     | Gruppenphase | Achtelfinale     | Achtelfinale  | Viertelfinale | Viertelfinale | Halbfinale    | Halbfinale    | Finale/Platzierung | Finale/Platzierung | Rang |
| Athleten        | Wettbewerb       | Gegner           | Erg.         | Gegner           | Erg.          | Gegner        | Erg.          | Gegner        | Erg.          | Gegner             | Erg.               | Rang |
| --------------- | ---------------- | ---------------- | ------------ | ---------------- | ------------- | ------------- | ------------- | ------------- | ------------- | ------------------ | ------------------ | ---- |
| Männer          |                  |                  |              |                  |               |               |               |               |               |                    |                    |      |
| Maurice Schmidt | Degen Einzel A   | Z. Al-Madhkhoori | 5:2          | Z. Al-Madhkhoori | 13:15         | ausgeschieden | ausgeschieden | ausgeschieden | ausgeschieden | ausgeschieden      | ausgeschieden      | 9    |
| Maurice Schmidt | Degen Einzel A   | Jianquan Tian    | 1:5          | Z. Al-Madhkhoori | 13:15         | ausgeschieden | ausgeschieden | ausgeschieden | ausgeschieden | ausgeschieden      | ausgeschieden      | 9    |
| Maurice Schmidt | Degen Einzel A   | H. Akkaya        | 3:5          | Z. Al-Madhkhoori | 13:15         | ausgeschieden | ausgeschieden | ausgeschieden | ausgeschieden | ausgeschieden      | ausgeschieden      | 9    |
| Maurice Schmidt | Degen Einzel A   | M. Shaburov      | 3:5          | Z. Al-Madhkhoori | 13:15         | ausgeschieden | ausgeschieden | ausgeschieden | ausgeschieden | ausgeschieden      | ausgeschieden      | 9    |
| Maurice Schmidt | Degen Einzel A   | E. Lambertini    | 2:5          | Z. Al-Madhkhoori | 13:15         | ausgeschieden | ausgeschieden | ausgeschieden | ausgeschieden | ausgeschieden      | ausgeschieden      | 9    |
| Maurice Schmidt | Degen Einzel A   | R. Rousell       | 5:2          | Z. Al-Madhkhoori | 13:15         | ausgeschieden | ausgeschieden | ausgeschieden | ausgeschieden | ausgeschieden      | ausgeschieden      | 9    |
| Maurice Schmidt | Säbel Einzel A   | R. Rousell       | 5:3          | A. Demchuk       | 14:15         | ausgeschieden | ausgeschieden | ausgeschieden | ausgeschieden | ausgeschieden      | ausgeschieden      | 9    |
| Maurice Schmidt | Säbel Einzel A   | Hao Li           | 5:2          | A. Demchuk       | 14:15         | ausgeschieden | ausgeschieden | ausgeschieden | ausgeschieden | ausgeschieden      | ausgeschieden      | 9    |
| Maurice Schmidt | Säbel Einzel A   | E. Giordan       | 3:5          | A. Demchuk       | 14:15         | ausgeschieden | ausgeschieden | ausgeschieden | ausgeschieden | ausgeschieden      | ausgeschieden      | 9    |
| Maurice Schmidt | Säbel Einzel A   | A. Demchuk       | 3:5          | A. Demchuk       | 14:15         | ausgeschieden | ausgeschieden | ausgeschieden | ausgeschieden | ausgeschieden      | ausgeschieden      | 9    |
| Frauen          |                  |                  |              |                  |               |               |               |               |               |                    |                    |      |
| Sylvi Tauber    | Florett Einzel B | Jingjing Zhou    | 1:5          | ausgeschieden    | ausgeschieden | ausgeschieden | ausgeschieden | ausgeschieden | ausgeschieden | ausgeschieden      | ausgeschieden      | 13   |
| Sylvi Tauber    | Florett Einzel B | A. Sakurai       | 4:5          | ausgeschieden    | ausgeschieden | ausgeschieden | ausgeschieden | ausgeschieden | ausgeschieden | ausgeschieden      | ausgeschieden      | 13   |
| Sylvi Tauber    | Florett Einzel B | B. Mezo          | 2:5          | ausgeschieden    | ausgeschieden | ausgeschieden | ausgeschieden | ausgeschieden | ausgeschieden | ausgeschieden      | ausgeschieden      | 13   |
| Sylvi Tauber    | Florett Einzel B | I. Mishurova     | 4:5          | ausgeschieden    | ausgeschieden | ausgeschieden | ausgeschieden | ausgeschieden | ausgeschieden | ausgeschieden      | ausgeschieden      | 13   |
| Sylvi Tauber    | Florett Einzel B | E. Geddes        | 3:5          | ausgeschieden    | ausgeschieden | ausgeschieden | ausgeschieden | ausgeschieden | ausgeschieden | ausgeschieden      | ausgeschieden      | 13   |
| Sylvi Tauber    | Florett Einzel B | A. Makrytskaya   | 2:5          | ausgeschieden    | ausgeschieden | ausgeschieden | ausgeschieden | ausgeschieden | ausgeschieden | ausgeschieden      | ausgeschieden      | 13   |
| Sylvi Tauber    | Säbel Einzel B   | T. Hayes         | 5:1          | I. Mishurova     | 15:14         | O. Fedota     | 9:15          | ausgeschieden | ausgeschieden | ausgeschieden      | ausgeschieden      | 5    |
| Sylvi Tauber    | Säbel Einzel B   | R. Pasquino      | 4:5          | I. Mishurova     | 15:14         | O. Fedota     | 9:15          | ausgeschieden | ausgeschieden | ausgeschieden      | ausgeschieden      | 5    |
| Sylvi Tauber    | Säbel Einzel B   | I. Khetsuriani   | 2:5          | I. Mishurova     | 15:14         | O. Fedota     | 9:15          | ausgeschieden | ausgeschieden | ausgeschieden      | ausgeschieden      | 5    |
| Sylvi Tauber    | Säbel Einzel B   | S. Jana          | 4:5          | I. Mishurova     | 15:14         | O. Fedota     | 9:15          | ausgeschieden | ausgeschieden | ausgeschieden      | ausgeschieden      | 5    |
| Sylvi Tauber    | Säbel Einzel B   | Rong Xiao        | 4:5          | I. Mishurova     | 15:14         | O. Fedota     | 9:15          | ausgeschieden | ausgeschieden | ausgeschieden      | ausgeschieden      | 5    |

### Rollstuhltennis
| Athleten         | Wettbewerb | 1. Runde    | 1. Runde | Achtelfinale  | Achtelfinale  | Viertelfinale | Viertelfinale | Halbfinale    | Halbfinale    | Finale / Platz 3 | Finale / Platz 3 | Rang |
| Athleten         | Wettbewerb | Gegner      | Ergebnis | Gegner        | Ergebnis      | Gegner        | Ergebnis      | Gegner        | Ergebnis      | Gegner           | Ergebnis         | Rang |
| ---------------- | ---------- | ----------- | -------- | ------------- | ------------- | ------------- | ------------- | ------------- | ------------- | ---------------- | ---------------- | ---- |
| Frauen           |            |             |          |               |               |               |               |               |               |                  |                  |      |
| Katharina Krüger | Einzel     | A. van Koot | 3:6, 1:6 | ausgeschieden | ausgeschieden | ausgeschieden | ausgeschieden | ausgeschieden | ausgeschieden | ausgeschieden    | ausgeschieden    | 17   |

### Rudern
| Athleten             | Wettbewerb | Vorlauf    | Vorlauf | Hoffnungslauf | Hoffnungslauf | Finale     | Finale | Rang |
| Athleten             | Wettbewerb | Zeit (min) | Rang    | Zeit (min)    | Rang          | Zeit (min) | Rang   | Rang |
| -------------------- | ---------- | ---------- | ------- | ------------- | ------------- | ---------- | ------ | ---- |
| Frauen               |            |            |         |               |               |            |        |      |
| Sylvia Pille-Steppat | PR1-Einer  | 11:53,54   | 2       | 10:49,78      | 2             | 12:02,47   | 5 (A)  | 5    |
| Männer               |            |            |         |               |               |            |        |      |
| Marcus Klemp         | PR1-Einer  | 11:10,97   | 5       | 9:40,05       | 3             | 10:32,27   | 2 (B)  | 8    |

### Schwimmen
Beim Schwimmen traten je fünf Frauen und Männer an.

#### Frauen
| Athletinnen       | Klassifizierung | Wettbewerb(e)       | Zeit        | Rang |
| ----------------- | --------------- | ------------------- | ----------- | ---- |
| Gina Böttcher     | SB3             | 50 m Brust          | 1:17,41 min | 12   |
| Gina Böttcher     | S4              | 50 m Rücken         | 53,96 s     | 6    |
| Gina Böttcher     | S4              | 50 m Schmetterling  | 52,78 s     | 6    |
| Gina Böttcher     | SM4             | 50 m Freistil       | 46,33 s     | 9    |
| Gina Böttcher     | SM4             | 150 m Lagen         | 3:13,51 min | 10   |
| Marlene Endrolath | S13             | 100 m Schmetterling | 1:15,53 min | 16   |
| Marlene Endrolath | SB13            | 100 m Brust         | 1:20,79 min | 8    |
| Marlene Endrolath | SM13            | 200 m Lagen         | 2:36,55 min | 7    |
| Elena Krawzow     | S13             | 50 m Freistil       | 28,61 s     | 12   |
| Elena Krawzow     | SB13            | 100 m Brust         | 1:13,46 min |      |
| Mira Jeanne Maack | SB7             | 100 m Brust         | DSQ *)      | –    |
| Mira Jeanne Maack | S8              | 400 m Freistil      | 5:12,82 min | 5    |
| Mira Jeanne Maack | S8              | 100 m Rücken        | 1:22,77 min | 5    |
| Mira Jeanne Maack | SM8             | 200 m Lagen         | 3:04,78 min | 6    |
| Verena Schott     | SB5             | 100 m Brust         | 1:43,61 min |      |
| Verena Schott     | S6              | 50 m Freistil       | 36,59 s     | 12   |
| Verena Schott     | S6              | 100 m Rücken        | 1:21,16 min |      |
| Verena Schott     | S6              | 50 m Schmetterling  | 37,03 s     | 4    |
| Verena Schott     | SM6             | 200 m Lagen         | 2:59,09 min |      |

#### Männer
| Athleten           | Klassifizierung | Wettbewerb(e)       | Zeit        | Rang |
| ------------------ | --------------- | ------------------- | ----------- | ---- |
| Malte Braunschweig | S9              | 50 m Freistil       | 26,69 s     | 15   |
| Malte Braunschweig | S9              | 100 m Rücken        | 1:08,24     | 12   |
| Malte Braunschweig | S9              | 100 m Schmetterling | 1:02,95 min | 8    |
| Fabian Brune       | S6              | 100 m Rücken        | 1:24,13 min | 11   |
| Taliso Engel       | S13             | 50 m Freistil       | 24,70 s     | 10   |
| Taliso Engel       | S13             | 400 m Freistil      | 4:20,73 min | 6    |
| Taliso Engel       | SB13            | 100 m Brust         | 1:02,97 *)  |      |
| Taliso Engel       | SM13            | 200 m Lagen         | 2:14,05 min | 6    |
| Justin Kaps        | S10             | 100 m Freistil      | 57,01 s     | 13   |
| Justin Kaps        | S10             | 400 m Freistil      | 4:15,85 min | 7    |
| Josia Topf         | S3              | 50 m Freistil       | 47,09 s     | 5    |
| Josia Topf         | S3              | 200 m Freistil      | 3:49,44 min | 6    |
| Josia Topf         | S3              | 50 m Rücken         | 49,99 s     | 7    |
| Josia Topf         | SM3             | 150 m Lagen         | 3:20,35 min | 6    |

### Sitzvolleyball
| Wettbewerb       | Männer |
| ---------------- | --- |
| Athleten         | Dominik Albrecht Florian Singer Francis Tonleu Tom Wannemacher Stefan Hähnlein Torben Schiewe Alexander Schiffler Jürgen Schrapp Heiko Wiesenthal Lukas Schiwy Mathis Tigler Martin Vogel |
| Trainer          | Christoph Herzog |
| Gruppenphase     | Iran 0:3 Volksrepublik China 1:3 Brasilien 3:1 |
| Spiel um Platz 5 | Ägypten 2:3 |
| Rang             | 6. |

### Sportschießen
| Athleten         | Wettbewerb                  | Qualifikation   | Qualifikation | Finale          | Finale        | Rang   |
| Athleten         | Wettbewerb                  | Ringe/ Scheiben | Rang          | Ringe/ Scheiben | Rang          | Rang   |
| ---------------- | --------------------------- | --------------- | ------------- | --------------- | ------------- | ------ |
| Frauen           |                             |                 |               |                 |               |        |
| Natascha Hiltrop | 10 m Luftgewehr stehend SH1 | 616,5           | 11            | ausgeschieden   | ausgeschieden | 11     |
| Natascha Hiltrop | 50 m Dreistellungskampf SH1 | 1157            | 6             | 457,1           | 2             | Silber |
| Elke Seeliger    | 50 m Dreistellungskampf SH1 | 1145            | 10            | ausgeschieden   | ausgeschieden | 10     |
| Männer           |                             |                 |               |                 |               |        |
| Tobias Meyer     | 10 m Luftpistole SH1        | 556             | 15            | ausgeschieden   | ausgeschieden | 15     |
| Mixed            |                             |                 |               |                 |               |        |
| Tobias Meyer     | 50 m Pistole SH1            | 529             | 10            | ausgeschieden   | ausgeschieden | 10     |
| Natascha Hiltrop | 10 m Luftgewehr liegend SH1 | 635,4           | 2             | 253,1           | 1             | Gold   |
| Bernhard Fendt   | 10 m Luftgewehr liegend SH1 | 631,1           | 17            | ausgeschieden   | ausgeschieden | 17     |
| Moritz Möbius    | 10 m Luftgewehr liegend SH2 | 629,9           | 27            | ausgeschieden   | ausgeschieden | 27     |
| Natascha Hiltrop | 50 m Gewehr liegend SH1     | 627,7           | 1             | 184,5           | 5             | 5      |
| Bernhard Fendt   | 50 m Gewehr liegend SH1     | 616             | 17            | ausgeschieden   | ausgeschieden | 17     |
| Elke Seeliger    | 50 m Gewehr liegend SH1     | 603,1           | 45            | ausgeschieden   | ausgeschieden | 45     |
| Moritz Möbius    | 50 m Gewehr liegend SH2     | 620,5           | 11            | ausgeschieden   | ausgeschieden | 11     |
| Tim Focken       | 50 m Gewehr liegend SH2     | 619,0           | 14            | ausgeschieden   | ausgeschieden | 14     |

### Tischtennis
| Frauen                             |                  |               |     |                |               |                     |               |                     |               |                     |               |   |
| Sandra Mikolaschek                 | Einzel C4        | Nada Matic    | 3:0 | —              | —             | Miao Zhang          | 1:3           | ausgeschieden       | ausgeschieden | ausgeschieden       | ausgeschieden | 5 |
| Sandra Mikolaschek                 | Einzel C4        | D. di Toro    | 3:0 | —              | —             | Miao Zhang          | 1:3           | ausgeschieden       | ausgeschieden | ausgeschieden       | ausgeschieden | 5 |
| Stephanie Grebe                    | Einzel C6        | S. K. Moon    | 3:0 | —              | —             | —                   | —             | Maliak Alieva       | 0:3           | ausgeschieden       | ausgeschieden |   |
| Stephanie Grebe                    | Einzel C6        | R. Chebanika  | 3:1 | —              | —             | —                   | —             | Maliak Alieva       | 0:3           | ausgeschieden       | ausgeschieden |   |
| Juliane Wolf                       | Einzel C8        | Jingdian Mao  | 0:3 | ausgeschieden  | ausgeschieden | ausgeschieden       | ausgeschieden | ausgeschieden       | ausgeschieden | ausgeschieden       | ausgeschieden | 7 |
| Juliane Wolf                       | Einzel C8        | Yuri Tomono   | 2:3 | ausgeschieden  | ausgeschieden | ausgeschieden       | ausgeschieden | ausgeschieden       | ausgeschieden | ausgeschieden       | ausgeschieden | 7 |
| Stephanie Grebe Juliane Wolf       | Mannschaft C6-C8 | —             | —   | —              | —             | Volksrepublik China | 0:2           | ausgeschieden       | ausgeschieden | ausgeschieden       | ausgeschieden | 5 |
| Männer                             |                  |               |     |                |               |                     |               |                     |               |                     |               |   |
| Thomas Schmidberger                | Einzel C3        | Youngbok Baek | 3:0 | —              | —             | Ping Zhao           | 3:0           | Xian Zhai           | 3:0           | P. Feng             | 2:3           |   |
| Thomas Schmidberger                | Einzel C3        | V. Toporkov   | 3:0 | —              | —             | Ping Zhao           | 3:0           | Xian Zhai           | 3:0           | P. Feng             | 2:3           |   |
| Thomas Brüchle                     | Einzel C3        | V. Petrunev   | 3:0 | J. van Emburgh | 2:3           | ausgeschieden       | ausgeschieden | ausgeschieden       | ausgeschieden | ausgeschieden       | ausgeschieden | 9 |
| Thomas Brüchle                     | Einzel C3        | A. Koleosho   | 3:0 | J. van Emburgh | 2:3           | ausgeschieden       | ausgeschieden | ausgeschieden       | ausgeschieden | ausgeschieden       | ausgeschieden | 9 |
| Valentin Baus                      | Einzel C5        | A. Zenaty     | 3:0 | —              | —             | N. Savant-Aira      | 3:0           | J. Hunter-Spivey    | 3:0           | N. Cao              | 3:2           |   |
| Valentin Baus                      | Einzel C5        | A. Öztürk     | 3:2 | —              | —             | N. Savant-Aira      | 3:0           | J. Hunter-Spivey    | 3:0           | N. Cao              | 3:2           |   |
| Thomas Rau                         | Einzel C6        | R. Thainiyom  | 0:3 | I. Seidenfeld  | 1:3           | ausgeschieden       | ausgeschieden | ausgeschieden       | ausgeschieden | ausgeschieden       | ausgeschieden | 9 |
| Thomas Rau                         | Einzel C6        | H. Eminovic   | 3:0 | I. Seidenfeld  | 1:3           | ausgeschieden       | ausgeschieden | ausgeschieden       | ausgeschieden | ausgeschieden       | ausgeschieden | 9 |
| Björn Schnake                      | Einzel C7        | J. Morales    | 1:3 | P. Salmin      | 3:0           | W. Bailey           | 0:3           | ausgeschieden       | ausgeschieden | ausgeschieden       | ausgeschieden | 5 |
| Björn Schnake                      | Einzel C7        | J. Vargas     | 3:2 | P. Salmin      | 3:0           | W. Bailey           | 0:3           | ausgeschieden       | ausgeschieden | ausgeschieden       | ausgeschieden | 5 |
| Thomas Brüchle Thomas Schmidberger | Mannschaft C3    | —             | —   | —              | —             | —                   | —             | Tschechien          | 2:0           | Volksrepublik China | 1:2           |   |
| Thomas Rau Björn Schnake           | Mannschaft C6-7  | —             | —   | —              | —             | Thailand            | 2:1           | Volksrepublik China | 0:2           | ausgeschieden       | ausgeschieden |   |

### Triathlon
| Athleten      | Klassifizierung | Zeit      | Rang |
| ------------- | --------------- | --------- | ---- |
| Martin Schulz | PT5             | 58:10 min |      |